# Rahmenschergerät
Ein Rahmenschergerät (englisch „translational shear box“) ist ein Instrument aus der Geotechnik zur Prüfung von Bodenproben. Das Rahmenschergerät wird jedoch auch in anderen Anwendungsbereichen eingesetzt, nicht nur für Bodenproben. So werden etwa Schüttgüter, die für Verwendungen im Bauwesen gedacht sind, mit solchen Rahmenschergeräten im Hinblick auf ihre Fließeigenschaften, insbesondere ihren Scherwiderstand im späteren verbauten Zustand, getestet. 

## Anwendung
Effektive Scherparameter eines dränierten (entwässerten) Bodens werden in der Geotechnik experimentell mit Scherversuchen in direkten Schergeräten ermittelt. Direkte Schergeräte sind sehr einfach in ihrer Handhabung und im Vergleich zu anderen Versuchseinrichtungen (Dreiaxialgerät) kostengünstiger. Ein weiterer Vorteil ist die Anschaulichkeit der Versuchsmethode. Die Probenform kann kreisrund oder rechteckig sein. Die entsprechende Versuchsanordnung kann mit Hilfe eines Kasten- oder Rahmenschergeräts verwirklicht werden.

## Technisches Prinzip
Bei direkten Schergeräten sind zwei übereinander liegende Rahmen (oder Ringe) angeordnet, in die die zu untersuchende Bodenprobe eingebaut wird. Die Größe des Scherkastens richtet sich nach dem größten Korn der Probe. Die im direkten Schergerät eingebauten Proben werden bis zum Abklingen der Setzungen, wie im Ödometer, über Filterstein und Stempel durch eine vorher definierte Normalkraft belastet. Üblicherweise wird die Normalkraft mittels Gewichten über ein Hebelsystem aufgebracht. Beim sogenannten „Abscheren“ wird entweder der untere Teil gegen den oberen feststehenden Kasten parallel verschoben oder umgekehrt der obere Kasten gegen den feststehenden unteren Teil verschoben. Auf Grund dieser Bewegung wird in der Probe eine Scherfläche erzwungen.

## Konstruktion
Bei modernen Schergeräten werden der Scherkasten und der Stempel für die Normalkraftübertragung mittels Kugel- oder Walzenlagern geführt, die ein Schiefstellen oder Verkanten der Bauteile ausschließen. Bei diesen Geräten ist es aufgrund ihrer Konstruktion möglich, einen sehr kleinen Spalt zwischen den beiden Scherkästen (oder Ringen) einzustellen. Dadurch ist gewährleistet, dass beim Abscheren so wenig wie möglich von dem Probenmaterial in den Spalt hinein gelangt.
Während des Abschervorgangs wird die eingebaute Probe üblicherweise durch eine konstante, senkrechte darauf wirkende Normalkraft belastet.
Beim Abscheren der Bodenprobe werden die Horizontalverschiebung, die Scherkraft bei zugehöriger Normalkraft und gegebenenfalls die Höhenänderung der Kopfplatte gemessen. Bezieht man die Scherkraft zur Auswertung auf die Anfangsprobenfläche, wie es DIN 18137-3 vorschlägt, so erhält man eine Scherspannung. Die Flächenänderung infolge des Scherweges wird nicht berücksichtigt.